# Willy Scharnow-Stiftung für Touristik
Koordinaten: 50° 7′ 19,4″ N, 8° 40′ 28,7″ O
Die Willy Scharnow-Stiftung für Touristik ist ein unabhängiges Organ der Tourismusbranche. Die Stiftungsarbeit umfasst im Wesentlichen die Förderung des weltweiten interkulturellen Verständnisses und die Verbesserung und Förderung von Aus- und Weiterbildung touristischer Mitarbeiter.
Die gemeinnützige Körperschaft mit Sitz in Frankfurt am Main wurde 1953 von dem Reiseunternehmer Willy Scharnow (1897–1985) gegründet. Das Stiftungskapital von anfangs 10.000 DM betrug 2020 rd. 8,3 Mio. Euro.
Die Stiftungsarbeit umfasst u. a. Studienreisen und Seminare, Stipendien für Praktikumsplätze, finanzielle Unterstützung von Sprachkursen, Prämierung von Ausbildungsabsolventen und die Vergabe des Willy Scharnow-Preises (bis 2015). Die Stiftung vergab bis 2006 auch Forschungsaufträge an das von ihr geförderte Willy Scharnow-Institut an der FU Berlin. Nachdem der Master-Studiengang Tourismus 2009 eingestellt worden war, wurde das Institut abgewickelt. Stattdessen förderte die Stiftung bis 2018 den Erhalt und den Ausbau der weltweit größten tourismushistorischen Sammlung (Historisches Archiv zum Tourismus), die eine Abteilung des ehem. FU-Instituts gewesen war und Ende 2012 an die Technische Universität Berlin umgezogen ist. Seit 2006 ist die Stiftung zusammen mit dem Team für Internationale Touristische Kommunikation (TINTKO) an der Vergabe eines Qualitätssiegels für Reiseleiter beteiligt.